# Heriberto Quirós
Heriberto de los Ángeles Quirós Linton (San José, 26 de julio de 1972) es un exfutbolista costarricense.

## Trayectoria
Realizó su debut con el C. S. Cartaginés en el 1993 hasta el 1999, consiguió en el 1995 la Copa de Campeones de la Concacaf, tras marcar un doblete por la final contra el Atlante F. C., consiguiendo su primer título histórico con el equipo brumoso.
En el 1999 se unió a la institución de la L. D. Alajuelense, donde consiguió los títulos de 1999-2000 y el 2000-2001. Quirós pasó por el Trujillanos de Venezuela en el 2001. Después se unió a los clubes de Costa Rica con el C. S. Cartaginés en el 2002, en el Santos de Guápiles en el 2002-04 y dando por finalizada su carrera deportiva con la A.D Carmelita en el 2004-05.

## Selección nacional
El 23 de septiembre de 1993 debutó con la selección de Costa Rica en un partido amistoso contra Arabia Saudita, disputando 90 minutos en la victoria 1-2. Cuatro días después se volvieron a enfrentarse, esta vez, Quirós disputó 55 minutos en la derrota 3-2.
El 16 de noviembre de 1997 disputó la Clasificación Mundial 1998 contra Canadá, Quirós disputó 54 minutos en la victoria 3-1, siendo este su último partido con el combinado patrio.

#### Participaciones internacionales
| Competición     | Sede      | Resultado | Partidos | Goles |
| --------------- | --------- | --------- | -------- | ----- |
| Copa Uncaf 1997 | Guatemala | Campeón   | 1        | 0     |

#### Participaciones en eliminatorias
| Eliminatoria               | Sede    | Resultado | Partidos | Goles |
| -------------------------- | ------- | --------- | -------- | ----- |
| Clasificación Mundial 1998 | Francia | Eliminado | 1        | 0     |

## Clubes
| Club               | País       | Año       |
| ------------------ | ---------- | --------- |
| C. S.Cartaginés    | Costa Rica | 1993-1999 |
| L. D. Alajuelense  | Costa Rica | 1999-2001 |
| Trujillanos F. C.  | Venezuela  | 2001      |
| C. S. Cartaginés   | Costa Rica | 2002      |
| Santos de Guápiles | Costa Rica | 2002-2004 |
| A. D. Carmelita    | Costa Rica | 2004-2005 |

## Palmarés

### Títulos nacionales
| Título                         | Club              | País       | Año  |
| ------------------------------ | ----------------- | ---------- | ---- |
| Primera División de Costa Rica | L. D. Alajuelense | Costa Rica | 2000 |
| Primera División de Costa Rica | L. D. Alajuelense | Costa Rica | 2001 |

### Títulos internacionales
| Título                           | Club                    | Sede      | Año  |
| -------------------------------- | ----------------------- | --------- | ---- |
| Copa de Campeones de la Concacaf | C. S. Cartaginés        | San José  | 1995 |
| Copa Centroamericana             | Selección de Costa Rica | Guatemala | 1997 |

### Distinciones individuales
| Distinción                                                            | Año  |
| --------------------------------------------------------------------- | ---- |
| Máximo goleador de la Copa de Campeones de la Concacaf 1994 (2 goles) | 1995 |